# Theta Andromedae
θ Andromedae (Theta Andromedae, kurz  θ And) ist ein dem bloßen Auge recht lichtschwach erscheinender Doppelstern im Sternbild Andromeda. Die scheinbare Gesamthelligkeit des Systems beträgt 4,61.m Nach Parallaxen-Messungen der Raumsonde Gaia beträgt seine Entfernung von der Erde etwa 173 Lichtjahre. Die ursprünglichen, 1997 veröffentlichten Parallaxen-Messungen der Vorgängersonde Hipparcos ergeben hingegen eine wesentlich größere Distanz von 253 Lichtjahren. Gemäß den 2007 publizierten korrigierten Parallaxen-Angaben für Hipparcos wäre θ And sogar 309 Lichtjahre entfernt. Allerdings ist die von Hipparcos ermittelte Parallaxe mit einem großen Messfehler behaftet.
Die hellere Komponente von θ And ist ein weißlich schimmernder Hauptreihenstern der Spektralklasse A2 V. Sie ist eine der am geringfügigsten photometrisch veränderlichen Sterne, die bekannt sind. Der Stern dreht sich sehr schnell mit einer projizierten Rotationsgeschwindigkeit von 102 km/s um seine eigene Achse. Daher beträgt seine Rotationsperiode weniger als zwei Tage. Er besitzt ungefähr zwei Sonnenmassen und hätte bei Zugrundelegung der von Hipparcos gemessenen Entfernung etwa 113 Sonnenleuchtkräfte. Die effektive Temperatur der Photosphäre des Sterns beträgt etwa 8960 Kelvin, so dass er an seiner Oberfläche wesentlich heißer als die Sonne ist. Die relative hohe Häufigkeit von Eisen und schwereren chemischen Elementen legt nahe, dass er ein schnell rotierender Am-Stern sein könnte.
1986 wurde der stellare Begleiter von θ And entdeckt und drei Jahre später der Bericht über die dazu angestellten Beobachtungen publiziert. Dieser lichtschwächere Begleiter ist – von der Erde aus betrachtet – von θ And 0,06 Bogensekunden entfernt. Er dürfte ein massereicher Stern ebenfalls des Spektraltyps A sein und umkreist die Hauptkomponente auf einem stark elliptischen Orbit mit einer Umlaufszeit von etwa (2,8 ± 0,2) Jahren. Die Bahnebene ist um etwa 69° gegen die Sichtlinie zur Erde geneigt. θ And wurde aber noch nicht als spektroskopischer Doppelstern identifiziert.